# إكسورة لحوية
إكسورة لحوية (الاسم العلمي:Ixora barbata) هي نوع من النباتات يتبع جنس الإكسورة من الفصيلة الفوية.